# Epimeleta
Epimeleta (in greco antico: ἐπιμελητής?, epimeletés, "curatore") nell'antica Atene era il nome di vari magistrati.

## Tipi di epimeleti
Grazie alle testimonianze contenute in orazioni, opere lessicografiche ed iscrizioni sono noti molti tipi di epimeleti.
- Gli epimeleti τῆς κοινῆς προσόδου ("della finanza pubblica"; chiamati anche οἱ ἐπὶ τῇ διοικήσει oppure ταμίαι) erano addetti all'amministrazione della finanza pubblica.
- Gli epimeleti τῶν μοριῶν ἐλαιῶν ("dei sacri olivi"; Lisia nella Per l'olivo sacro li chiama γνώμονες o ἐπιγνώμονες[2]), scelti tra gli areopagiti, erano addetti alla cura degli olivi sacri.
- Gli epimeleti τοῦ ἐμπορίου ("dell'emporio") erano addetti alla supervisione dell'emporio presso il Pireo; erano dieci, uno per tribù, venivano scelti per sorteggio e restavano in carica un anno;[3] dovevano far rispettare tutte leggi commerciali, in particolare quelle che costringevano i mercanti a vendere due terzi del grano importato ad Atene e che proibivano ai mercanti di spedire grano fuori da Atene; nelle iscrizioni più tarde sono nominati un epimeleta ἐπὶ τὸν λιμένα ("del porto") e un epimeleta ἐπὶ τὸν Πειραιᾶ ("del Pireo"), che probabilmente corrispondono agli epimeleti τοῦ ἐμπορίου.
- Gli epimeleti τῶν μυστηρίων ("dei misteri") erano addetti, assieme all'arconte basileus, ai misteri eleusini; erano quattro (due cittadini qualunque, un membro della famiglia degli Eumolpidi e un membro dei Cerici) e venivano scelti con voto palese.[4]
- Gli epimeleti τῆς πομπῆς τῷ Διονύσῳ ("della processione per Dioniso") erano addetti, assieme all'arconte eponimo, all'organizzazione delle Grandi Dionisie, che dovevano pagare coi propri soldi; erano dieci, forse uno per tribù, e inizialmente venivano scelti per alzata di mano, ma, a partire da un anno imprecisato dopo il 349/348 a.C., furono scelti per sorteggio; a partire da quello stesso anno questi epimeleti furono finanziati dallo Stato con 100 mine, non si sa se in totale o per ciascuno dei dieci;[5] in un'iscrizione dell'epoca in cui le tribù di Atene erano dodici sono indicati in numero di ventiquattro.
- Gli epimeleti τῶν νεωρίων ("dei cantieri") erano addetti alla cura delle navi, del sartiame e delle altre attrezzature del porto; erano dieci, forse uno per tribù, venivano scelti per sorteggio tra coloro che avevano esperienze di navigazione e restavano in carica un anno; controllavano che le navi fossero in grado di tenere il mare tramite un ispettore (in greco antico: δοκιμαστής?) esperto di queste cose, avevano in custodia anche le attrezzature militari destinate alle navi (che poi in tempo di guerra venivano consegnate ai generali tramite un decreto della Boulé o dell'Ecclesia), redigevano una lista di coloro che erano debitori di qualcosa ai cantieri e riscuotevano da loro il dovuto; su incarico della Boulé potevano vendere le attrezzature delle navi e comprarne di nuove; nel campo di loro competenza detenevano, assieme agli apostolei, l'ἡγεμονία δικαστηρίου; avevano un segretario (in greco antico: γραμματεύς?) e dei funzionari (in greco antico: δημόσιοι ἐν τοῖς νεωρίοις?) a loro disposizione.
- Gli epimeleti τῶν φυλῶν ("delle tribù") erano addetti alla gestione delle finanze delle tribù ed erano responsabili nei confronti dei cittadini della loro stessa tribù; erano almeno due per tribù.
- Gli epimeleti τῶν συμμοριῶν ("delle simmorie"; chiamati anche οἱ ἐν ταῖς συμμορίαις) erano addetti alla supervisione delle simmorie in qualità di aiutanti dei capi (in greco antico: ἡγεμόνες?) di ciascuna di esse; forse erano venti.
- Gli epimeleti τῶν κακούργων ("dei criminali"; sono citati da Antifonte di Ramnunte nella Per l'uccisione di Erode[6]) erano probabilmente gli Undici, oppure, secondo Gustav Gilbert, dei giudici speciali che presiedevano i processi agli alleati di Atene.